# Eugnosta mexicana
Eugnosta mexicana es una especie de polilla de la tribu Cochylini, familia Tortricidae. Fue descrita científicamente por Busck en 1907. El epíteto específico se refiere a la localidad tipo, Nuevo México.
Su envergadura es de 17-20 mm. Los adultos vuelan de junio a agosto. No se conocen sus plantas huéspedes.

## Distribución
Se encuentra en Arizona, Colorado, Nuevo México y Utah (Estados Unidos).